# Milan Kadlec
Milan Kadlec (nascido em 13 de outubro de 1974) é um ciclista tcheco que participa de competições de ciclismo de estrada e pista. Compete profissionalmente desde o ano de 1996. Foi representante da equipe tcheca em duas edições dos Jogos Olímpicos, em 2004, em Atenas; e em 2008, em Pequim.

## Palmarès

### Resultados em estrada
| Data                | Colocação | Evento                    | Corrida                  | Local                   | País       |
| ------------------- | --------- | ------------------------- | ------------------------ | ----------------------- | ---------- |
| 1998                | 2º        | Estrada                   | Campeonatos nacionais    |                         | Chéquia    |
| 1998                | 1º        | 1 etapa                   | Ytong Bohemia Tour       |                         | Chéquia    |
| 1999                | 1º        |                           | Giro d'Oro               |                         | Itália     |
| 1999                | 1º        | Classificação geral       | Giro della Valle d'Aosta |                         | Itália     |
| 1999                | 1º        |                           | GP Capodarco             |                         | Itália     |
| 1999                | 2º        | Estrada                   | Campeonatos nacionais    |                         | Chéquia    |
| 1999                | 1º        | 4 etapas                  | Ytong Bohemia Tour       |                         | Chéquia    |
| 19 de julho de 2000 | 1º        | 1 etapa                   | Ytong Bohemia Tour       | Beroun                  | Chéquia    |
| 7 de julho de 2001  | 1º        |                           | Criterium d'Abruzzo      |                         | Itália     |
| 11 de julho de 2001 | 1º        | Preliminar                | Ytong Bohemia Tour       | Praga                   | Chéquia    |
| 14 de julho de 2002 | 1º        | Classificação geral       | Ytong Bohemia Tour       |                         | Chéquia    |
| 23 de junho de 2005 | 3º        | Contrarrelógio individual | Campeonatos nacionais    | Třebechovice pod Orebem | Chéquia    |
| 22 de junho de 2006 | 2º        | Contrarrelógio individual | Campeonatos nacionais    | Bratislava              | Eslováquia |
| 27 de junho de 2010 | 3º        | Estrada                   | Campeonatos nacionais    | Kyjov                   | Chéquia    |
| 24 de junho de 2012 | 1º        | Estrada                   | Campeonatos nacionais    | Púchov                  | Eslováquia |

### Resultados em pista
| Data                    | Colocação | Evento                 | Competição            | Local    | País      |
| ----------------------- | --------- | ---------------------- | --------------------- | -------- | --------- |
| 9 de junho de 2001      | 3º        | Corrida por pontos     | Copa do Mundo         | Estetino | Polónia   |
| 2007                    | 1º        | Corrida por pontos     | Campeonatos nacionais |          | Chéquia   |
| 1 de dezembro de 2007   | 3º        | Scratch                | Copa do Mundo         | Sydney   | Austrália |
| 26 de outubro de 2008   | 1º        | Perseguição individual | Campeonatos nacionais |          | Chéquia   |
| 13 de fevereiro de 2009 | 3º        | Corrida por pontos     | Copa do Mundo         | Ballerup | Dinamarca |
| 24 de março de 2010     | 3         | Corrida por pontos     | Campeonatos Mundiais  | Ballerup | Dinamarca |